# Cementerio de Santa Lastenia
El Cementerio de Santa Lastenia está situado en Santa Cruz de Tenerife (Canarias, España), se encuentra en el Distrito Suroeste de la ciudad, en el barrio de Llano Alegre, entre la vía de enlace TF-29, el enlace entre las autopistas del Norte (TF-5) y del Sur (TF-1). Es el cementerio municipal de Santa Cruz de Tenerife.

## Historia
En 1896 se decide la creación de un nuevo cementerio en la capital, ya que el Cementerio de San Rafael y San Roque se había quedado pequeño y sin posibilidad de ampliación debido a su situación en el centro de la ciudad.
En 1909 se compran los terrenos al arquitecto municipal Don Antonio Pintor. El 27 de enero de 1916 se inaugura el camposanto con la primera inhumación, una joven de 16 años llamada María Lastenia del Pino Rodríguez, de ahí tomó el nombre de "Cementerio de Santa Lastenia".
Desde entonces y durante su primera centuria hasta 2016, Santa Lastenia ha triplicado su capacidad, contando con unas 32.000 unidades de enterramiento entre nichos de adultos, de restos, sepulturas y panteones. Las instalaciones se han modernizado en los últimos años con la construcción de dos hornos crematorios, en los años 1996 y 2000, que han complementado las reformas y ampliaciones desarrolladas en las instalaciones. Según la base de datos, Santa Lastenia ha acogido aproximadamente a 120.000 personas desde su puesta en funcionamiento hasta 2016.
El cementerio posee un crematorio hindú y zonas reservadas para los enterramientos de las confesiones judías, musulmana y protestante. Santa Lastenia se extiende por una superficie de entre 64 mil y 70 mil metros cuadrados y ha tenido sucesivas ampliaciones a lo largo de su historia.
En 2016 se conmemoró el 100 aniversario de la creación de dicho cementerio con una ceremonia realizada por el obispo de Tenerife, Bernardo Álvarez Afonso y con la presencia del alcalde de la ciudad, José Manuel Bermúdez Esparza.

## Sepulturas destacadas

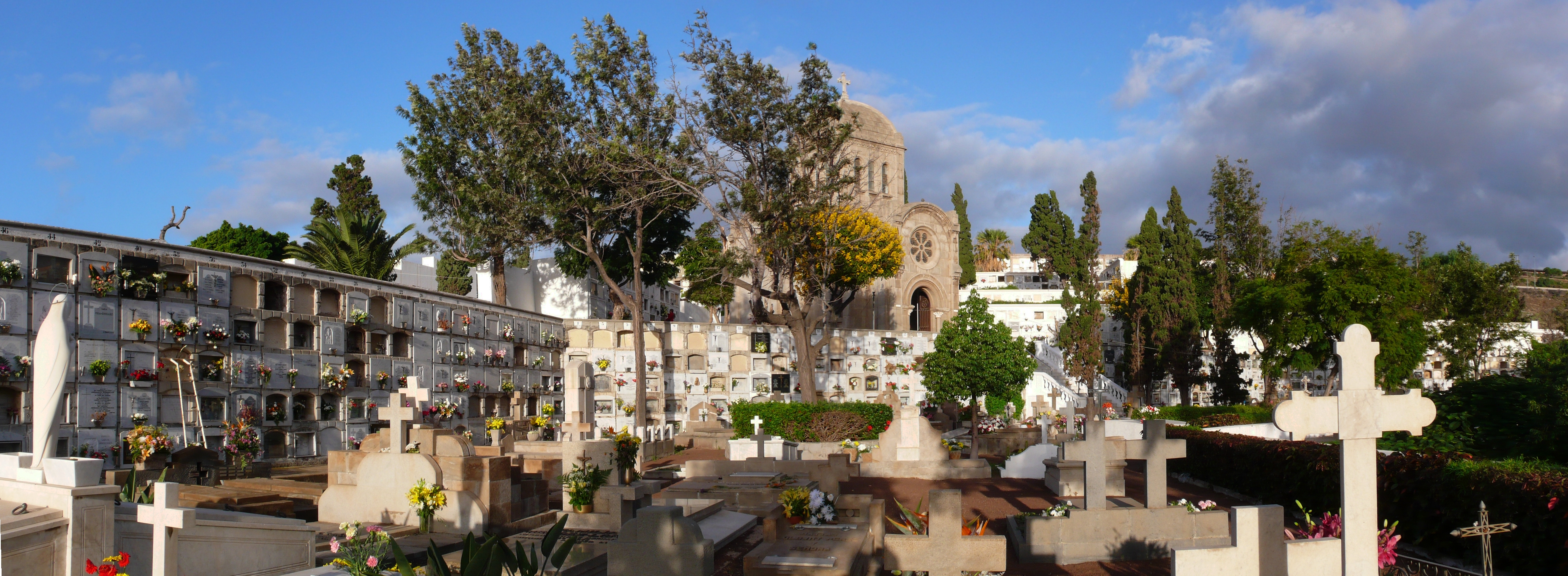
Tumbas, nichos y Capilla del cementerio

Como camposanto principal de Santa Cruz de Tenerife, el Cementerio de Santa Lastenia ha acogido y acoge las sepulturas de diferentes personajes ilustres de la historia tanto de la ciudad en particular como de Canarias en general. 
Entre ellos se encuentran (colocados por orden de inhumación):
- María Lastenia del Pino Rodríguez (1900-1916), joven de 16 años y primera inhumada en este cementerio el cual toma su nombre.[2]
- Emilio Calzadilla Dugour (1875-1916), abogado, político y alcalde de Santa Cruz de Tenerife.[3]
- Clotilde Cerdá, también llamada Esmeralda Cervantes (1861-1926), concertista de arpa que fue alabada tanto por Isabel II de España como por Víctor Hugo.[3]
- Santiago García Sanabria (1880-1935), alcalde de Santa Cruz de Tenerife del que toma su nombre el Parque García Sanabria.[3]
- Benito Pérez Armas (1871-1937), político y escritor.[3]
- Félix Francisco Casanova (1956-1976), poeta.[4]
- Adán Martín Menis (1943-2010), político y presidente del Gobierno de Canarias desde 2003 hasta 2007.[5]
- Manuel Monzón Mingorance (1937-2011), fundador de la comparsa Los Rumberos del Carnaval de Santa Cruz de Tenerife.[6]
- Antonio Cubillo (1930-2012), político independentista y fundador del Movimiento por la Autodeterminación e Independencia del Archipiélago Canario (MPAIAC).[7]
- José Rodríguez Ramírez (1925-2014), periodista y director del periódico El Día.[3]

Enterrados originalmente en el Cementerio de San Rafael y San Roque, posteriormente trasladados a Santa Lastenia:
- Luis Francisco Benítez de Lugo y Benítez de Lugo (1837-1876), VIII marqués de la Florida y X señor de Algarrobo y Bormujos.[3]